# Clauzadeana
Clauzadeana är ett släkte av lavar. Clauzadeana ingår i familjen Lecanoraceae, ordningen Lecanorales, klassen Lecanoromycetes, divisionen sporsäcksvampar och riket svampar.
|             | Miriquidica                          |
|             |                                      |
|             | Lecanora                             |
|             |                                      |
|             | Maronina                             |
|             |                                      |
|             | Lecidella                            |
|             |                                      |
|             | Japewiella                           |
|             |                                      |
|             | Cladidium                            |
|             |                                      |
|             | Carbonea                             |
|             |                                      |
| Clauzadeana | \| \| Clauzadeana macula \| \| \| \| |
|             | \| \| Clauzadeana macula \| \| \| \| |
|             | Ramboldia                            |
|             |                                      |
|             | Bryonora                             |
|             |                                      |
|             | Vainionora                           |
|             |                                      |
|             | Pyrrhospora                          |
|             |                                      |
|             | Pycnora                              |
|             |                                      |
|             | Tylothallia                          |
|             |                                      |
|             | Rhizoplaca                           |
|             |                                      |
|             | Claurouxia                           |
|             |                                      |
|             | Calvitimela                          |
|             |                                      |
|             | Clauzadeana macula                   |
|             |                                      |

|  | Clauzadeana macula |
|  |                    |